# Georg Brückmann
Georg Brückmann (* 1977 in Frankfurt am Main) ist ein deutscher Fotokünstler. Er lebt und arbeitet in Leipzig. 2015 erhält er den Otto-Steinert-Preis der Deutschen Gesellschaft für Photographie.

## Leben
Georg Brückmann studierte ab 2001 Kommunikationsdesign mit dem Schwerpunkt Fotografie an der Universität-Gesamthochschule Essen. 2003 nahm er das Studium der Fotografie an der Hochschule für Grafik und Buchkunst Leipzig auf, das er dort 2009 mit einem Diplom mit Auszeichnung bei Tina Bara abschloss. 2009 bis 2012 folgte ein Meisterschülerstudium mit Abschluss ebenfalls bei Tina Bara. Von 2011 bis 2012 erhielt Brückmann die Künstlerförderung durch das Trustee-Programm des Else-Heiliger-Fonds der Konrad-Adenauer-Stiftung. 2013 erhielt er ein Arbeitsstipendium der Stiftung Kunstfonds in Bonn. Seit 2007 nimmt Brückmann an Gruppenausstellungen teil. Seit 2012 sind seine Arbeiten auch in Einzelausstellungen zu sehen. 2015 setzt er sich unter 140 Bewerbungen durch und erhält den Otto-Steinert-Preis.

## Werk
Ein Schwerpunkt des fotografischen Schaffens von Georg Brückmann ist es, das realistische Erbe der Fotografie als Abbild der Wirklichkeit zu hinterfragen. Er fotografiert selbst erschaffene fiktive Räume, „die offensichtlich konstruiert sind, [dabei nutzt er] realistische Fragmente zur Irritation des Betrachters […]. Dies bedeutet aber nicht, dass er ausschließlich Referenzen zur Malerei, Skulptur und Installation sucht. Indem er an den Grenzen der Abbildbarkeit von Wirklichkeit arbeitet, befragt er das Medium selbst und untersucht dessen Eigenschaften“.

## Ausstellungen (Auswahl)
- 2015 „Die Welt ist alles, was der Fall ist“ (mit Wolfram Ebersbach), Galerie the grass is greener, Leipzig

- 2014 REALITÄTEN („Komplizen“-Ausstellung zum f/stop Festival), Galerie Queen Anne, Leipzig

- 2014 EHF Benefit-Ausstellung 2014, Akademie der Konrad-Adenauer-Stiftung, Berlin

- 2013 Nachbilder, Galerie Queen Anne, Leipzig

- 2013 TWO IN ONE (mit Katharina Pöpping), E-Werk, Freiburg

- 2012 Panhorama, Galerie Queen Anne, Leipzig (Katalog)

- 2012 Mustererkennung, Museum für Angewandte Kunst, Köln

- 2011 Gemalter Raum – Fotografierte Malerei (mit Maxim Liulca), Periscope, Salzburg

- 2011 Auslöser – Fotografie-Konzepte in Leipzig – eine Auswahl, Kunsthalle der Sparkasse Leipzig (Katalog)

- 2010 gute aussichten - junge deutsche fotografie 2009/2010, Haus der Photographie - Deichtorhallen, Hamburg (Katalog)

- 2010 4. Internationale Fotografie-Biennale GRID 2010, Amsterdam

- 2010 Festival PhotoEspana, Goethe-Institut, Madrid

- 2010 gute aussichten 2009/2010, Goethe-Institut, Washington DC

- 2009 gute aussichten - junge deutsche fotografie 2009/2010 Museum Marta, Herford

- 2009 in situ, Galerie Quartier, Leipzig (Katalog)

- 2008 So jung kommen wir nicht mehr zusammen…, Pasinger Fabrik, München (Katalog)

- 2008 „rome rom roma, 50/50“, Goethe-Institut Rom, Rom

- 2007 Kodak Nachwuchsförderpreis, Haus der Wirtschaft, Stuttgart (Katalog)

- 2007 die 35…, Welde Brauerei Kunstpreis, Plankstadt

- 2007 Beitrag bei der Kurzfilmnacht Schwerin mit dem Videoloop „eines morgens…“, Schwerin

## Auszeichnungen
- 2015 Otto-Steinert Preis der deutschen Gesellschaft für Photographie (DGPh)

- 2009 gute_aussichten – junge deutsche Fotografie

- 2008 HGB Studienpreis

- 2007 Welde Kunstpreis

- 2006 Preisträger des Kodak Nachwuchs Förderpreis

## Publikationen
- Kundmanngasse 19 - Wittgensteins Denkgebäude. Eine Rekonstruktion. Mit Texten von Daniel Creutz, Christina Natlacen und Heidi Stecker, DISTANZ Verlag, Berlin 2019, ISBN 978-3-95476-294-1